# Vilius
Vilius ist ein litauischer männlicher Vorname.

## Verbreitung
Der Name kommt in Deutschland sehr selten vor. In der Schweiz tragen ihn nur fünf Personen (Stand 2023). In Österreich ist der Name nicht geläufig, im Zeitraum von 1984 bis 2023 wurde nur ein Junge so genannt.
Der Name taucht in Dänemark seit 1996 hin und wieder in der Namensgebung auf. Er wird aber nur in einem geringen Umfang vergeben. In Irland wird der Name Vilius seit 1964 zwar jährlich bei der Namenswahl berücksichtigt, er ist aber nicht sonderlich beliebt. Seine Vergabe ist auch in den Ländern England, Schottland, Nordirland und Kanada nachgewiesen.

## Ableitungen
- Vilimas
- Viliumas
- Viliūnas

## Personen
- Vilius Baldišis (* 1961), Zentralbanker und Politiker, Mitglied des Seimas
- Vilius Martusevičius (* 1969), Agrarpolitiker, Vizeminister der Landwirtschaft
- Vilius Navickas (* 1959), Politiker, Bürgermeister von Vilnius
- Vilius Petrauskas (* 1974), Strongman
- Vilius Semeška (* 1972), Politiker, Seimas-Mitglied,  Vizeminister
- Vilius Storosta-Vydūnas (1868–1953), preußisch-litauischer Lehrer, Dichter und Philosoph
- Vilius Šapoka (* 1978), Finanzmanager und -politiker, Minister, Leiter der  Wertpapierbehörde
- Vilius Židonis (1933–2018), Ingenieur und Professor, Erfinder und Politiker, Minister für Handel und Materialressourcen